# Wolfgang Konrad (Leichtathlet)
Wolfgang Konrad (* 22. Dezember 1958 in Landeck) ist ein ehemaliger österreichischer Hindernis-, Mittel- und Langstreckenläufer.
Als Veranstalter hat er durch die Organisation des Vienna City Marathon Bekanntheit erlangt. 2013 wurde Wolfgang Konrad von Landeshauptmann Günther Platter und dem CLUB TIROL als Tiroler des Jahres ausgezeichnet.

## Sportliche Erfolge
1978 kam er bei den Crosslauf-Weltmeisterschaften in Glasgow auf den 118. Platz. Beim ISTAF in Berlin verbesserte er über 3000 m Hindernis in der Zeit von 8:32,6 min zum ersten Mal den österreichischen Rekord. In derselben Disziplin nahm er an den Leichtathletik-Europameisterschaften in Prag teil, schied aber im Vorlauf aus.
1979 erreichte er bei den Leichtathletik-Halleneuropameisterschaften in Wien über 3000 m den elften und bei den Crosslauf-Weltmeisterschaften in Limerick den 148. Platz. Im Sommer jenes Jahres feierte er den Sieg beim ISTAF in Berlin im Hindernislauf und steigerte seinen österreichischen Rekord auf 8:22,8 min. In der Weltbestenliste des Jahres 1979 klassierte er sich damit auf dem dritten Rang.
1980 blieb er über 1500 m in der Halle als erster Österreicher unter der Marke von 3:40 Minuten und verbesserte den österreichischen Rekord auf 3:39,56 min. Im Hindernislauf qualifizierte er sich für die Olympischen Spiele von Moskau. Er zog ins Semifinale ein, schaffte es aber nicht in den Endlauf.
Am 20. August 1982 verbesserte er beim ISTAF mit 8:17,22 min erneut seinen österreichischen Rekord und schaffte es ein zweites Mal auf Rang drei in der Weltjahresbestenliste. Bei den Leichtathletik-Europameisterschaften in Athen 1982 erreichte er den fünften Platz.
In den Jahren 1982, 1984 und 1985 gewann er jeweils den Silvesterlauf Natternbach.
1986 in Stuttgart nahm er ein drittes Mal über 3000 m Hindernis an den Europameisterschaften teil, schied aber im Vorlauf aus. In seinem letzten Rennen als Leistungssportler bestritt er 1988 in 2:23:17 h den Vienna City Marathon.
Er holte insgesamt 13 Österreichische Meistertitel, davon sechs über 3000 Meter Hindernis (1978–80, 1982, 1985, 1986), vier im Crosslauf (1979, 1980, 1985, 1988) sowie je einen in der 3 × 1000-m-Staffel (1980), über 1500 Meter in der Halle (1984) und über 3000 Meter in der Halle (1986).
Wolfgang Konrad ist 1,84 m groß und wog zu Wettkampfzeiten 65 kg. Er wurde von Hubert Millonig trainiert und startete für den LAC Innsbruck, die TS Innsbruck und Triathlon Donauinsel Wien. Er ist verheiratet, Patrick Konrad ist einer seiner zwei Söhne.

## Aktivitäten als Veranstalter
Bereits während seiner Zeit als aktiver Sportler begann Wolfgang Konrad in der Organisation von Veranstaltungen zu arbeiten. 1983 leitete er beim Nikololauf in Mödling seinen ersten Bewerb. In der Folge war er bei mehreren Straßenläufen, Triathlons und Mountainbikerennen in der Organisation aktiv. 1988 organisierte er gemeinsam mit Helga Kotas die erste Auflage des Österreichischen Frauenlaufs. 1989 übernahm er die Führung des Vienna City Marathon bis zu seiner Pensionierung Anfang 2024. Der Bewerb hat sich seither zu Österreichs teilnehmerstärkster Sportveranstaltung entwickelt und wurde mit dem IAAF Road Race Gold Label ausgezeichnet. 2011 veranstaltete er die Österreichischen Rad-Staatsmeisterschaften in Eisenstadt.

## Persönliche Bestleistungen
- 800 m: 1:49,73 min, 1. August 1981, Ebensee
- 1000 m: 2:18,94 min, 2. September 1982, Schwechat
- 1500 m: 3:39,07 min, 20. August 1986, Bern
  - Halle: 3:39,56 min, 30. Jänner 1980, Wien
- 3000 m: 7:52,2 min, 17. Juli 1980, Südstadt
  - Halle: 7:56,0 min, 4. Februar 1979, Wien
- 5000 m: 13:47,00 min, 21. Mai 1986, Koblenz
- 10.000 m: 29:51,04 min, 1. Mai 1982, Innsbruck
- Marathon: 2:23:17 h, 10. April 1988, Wien
- 3000 m Hindernis: 8:17,22 min, 20. August 1982, Berlin